# PGL Major Antwerp 2022
O PGL Major Antwerp 2022, também conhecido como PGL Major 2022 ou Antuérpia 2022, foi o décimo sétimo Campeonato Major de Counter-Strike: Global Offensive (CS:GO). Foi realizado em Antuérpia, Bélgica, no Sportpaleis, de 9 a 22 de maio de 2022. Participaram 24 equipes, com a maioria se classificando em torneios regionais. Foi apresentado um prêmio total de US$ 1.000.000, metade do Major anterior. Foi o terceiro Major organizado pela organização romena PGL, depois do PGL Major: Kraków 2017 e PGL Major Stockholm 2021. 
O Major foi vencido pela FaZe Clan, a primeira equipe com um elenco internacional na história do CS:GO a vencer um Major.

## Informações
Counter-Strike: Global Offensive é um jogo eletrônico de tiro em primeira pessoa multijogador desenvolvido pela Hidden Path Entertainment e Valve Corporation. É o quarto jogo da série Counter-Strike. No CS:GO profissional, os Majors patrocinados pela Valve são os torneios de maior prestígio.
O defensor do título do Major era a Natus Vincere, que venceu seu primeiro Major em Estocolmo 2021. Natus Vincere terminaria em segundo lugar neste Major, perdendo para a FaZe Clan nas grandes finais.

## Formato
Fase dos Desafiadores (Challengers Stage)
- Data: 9 – 12 de maio
- Dezesseis equipes em uma tabela de sistema suíço, oito avançam para a Fase das Lendas
- Eliminações e qualificações são em melhor de três, todas as outras partidas são em melhor de um

Fase das Lendas (Legends Stage)
- Data: 14 – 17 de maio
- Dezesseis equipes em uma tabela de sistema suíço, oito avançam para a Fase dos Campeões
- Eliminações e qualificações são em melhor de três, todas as outras partidas são em melhor de um

Fase dos Campeões (Champions Stage)
- Data: 19 – 22 de maio
- Oito equipes em uma chave de eliminação simples colocadas de acordo com sua posição na fase anterior
- Todas as partidas em melhor de três

### Mapas
- Dust II
- Mirage
- Inferno
- Nuke
- Ancient
- Overpass
- Vertigo

## Equipes
Classificadas como Lendas
- Berlin International Gaming
- Cloud9[nota 1]
- Copenhagen Flames
- FaZe Clan
- Furia Esports
- Heroic
- Natus Vincere
- Ninjas in Pyjamas

Classificadas como Desafiadoras
- Astralis
- Bad News Eagles
- Ence
- ForZe
- G2 Esports
- Imperial Esports
- Made in Brazil
- Team Vitality

Classificadas como Contendoras
- 9z Team
- Complexity Gaming
- Eternal Fire
- IHC Esports
- Outsiders[nota 2]
- Renegades
- Team Liquid
- Team Spirit

## Fase dos Desafiadores
A colocação dos times é definida pela quantidade de vitórias. Para o critério de desempate, é priorizado a equipe que ter menos derrotas, seguido pela maior pontuação no sistema Buchholz e por fim, a maior diferença de rodadas.
| Pos. | Equipe            | V | D | RV  | RD  | DR  | BH | Qualificação                       |
| ---- | ----------------- | - | - | --- | --- | --- | -- | ---------------------------------- |
| 1    | G2 Esports        | 3 | 0 | 76  | 46  | +30 | 5  | Qualificado para a Fase das Lendas |
| 2    | Team Vitality     | 3 | 0 | 83  | 58  | +25 | -4 | Qualificado para a Fase das Lendas |
| 3    | Ence              | 3 | 1 | 81  | 54  | +27 | 3  | Qualificado para a Fase das Lendas |
| 4    | Team Spirit       | 3 | 1 | 99  | 83  | +16 | 1  | Qualificado para a Fase das Lendas |
| 5    | Outsiders         | 3 | 1 | 82  | 76  | +6  | -2 | Qualificado para a Fase das Lendas |
| 6    | Imperial Esports  | 3 | 2 | 109 | 90  | +19 | 1  | Qualificado para a Fase das Lendas |
| 7    | Bad News Eagles   | 3 | 2 | 106 | 108 | -2  | -1 | Qualificado para a Fase das Lendas |
| 8    | Team Liquid       | 3 | 2 | 112 | 105 | +7  | -2 | Qualificado para a Fase das Lendas |
| 9    | ForZe             | 2 | 3 | 116 | 136 | -20 | 4  | Eliminado                          |
| 10   | Astralis          | 2 | 3 | 85  | 95  | -10 | 3  | Eliminado                          |
| 11   | Made in Brazil    | 2 | 3 | 109 | 115 | -6  | -3 | Eliminado                          |
| 12   | Complexity Gaming | 1 | 3 | 50  | 77  | -27 | 4  | Eliminado                          |
| 13   | Eternal Fire      | 1 | 3 | 65  | 66  | -1  | -1 | Eliminado                          |
| 14   | IHC Esports       | 1 | 3 | 85  | 97  | -12 | -5 | Eliminado                          |
| 15   | 9z Team           | 0 | 3 | 43  | 64  | -21 | 2  | Eliminado                          |
| 16   | Renegades         | 0 | 3 | 33  | 64  | -31 | -5 | Eliminado                          |

| Partidas da 1ª rodada | Partidas da 1ª rodada | Partidas da 1ª rodada | Partidas da 1ª rodada | Partidas da 1ª rodada |
| Equipe                | Pontuação             | Mapa                  | Pontuação             | Equipe                |
| --------------------- | --------------------- | --------------------- | --------------------- | --------------------- |
| Team Vitality         | 16                    | Inferno               | 1                     | Complexity Gaming     |
| Bad News Eagles       | 16                    | Dust II               | 14                    | Eternal Fire          |
| G2 Esports            | 16                    | Inferno               | 6                     | Team Liquid           |
| ForZe                 | 16                    | Nuke                  | 9                     | Renegades             |
| Astralis              | 16                    | Nuke                  | 2                     | IHC Esports           |
| Imperial Esports      | 6                     | Dust II               | 16                    | Team Spirit           |
| Made in Brazil        | 14                    | Dust II               | 16                    | Outsiders             |
| Ence                  | 16                    | Mirage                | 7                     | 9z Team               |

| Partidas da 2ª rodada | Partidas da 2ª rodada | Partidas da 2ª rodada | Partidas da 2ª rodada | Partidas da 2ª rodada |
| Equipe                | Pontuação             | Mapa                  | Pontuação             | Equipe                |
| Divisão superior      | Divisão superior      | Divisão superior      | Divisão superior      | Divisão superior      |
| --------------------- | --------------------- | --------------------- | --------------------- | --------------------- |
| G2 Esports            | 19                    | Dust II               | 17                    | Team Spirit           |
| ForZe                 | 16                    | Inferno               | 7                     | Bad News Eagles       |
| Ence                  | 16                    | Vertigo               | 6                     | Outsiders             |
| Astralis              | 8                     | Mirage                | 16                    | Team Vitality         |
| Divisão inferior      |                       |                       |                       |                       |
| Eternal Fire          | 16                    | Vertigo               | 2                     | Renegades             |
| Complexity Gaming     | 16                    | Nuke                  | 13                    | IHC Esports           |
| Imperial Esports      | 16                    | Inferno               | 10                    | Team Liquid           |
| Made in Brazil        | 16                    | Overpass              | 14                    | 9z Team               |

| Partidas da 3ª rodada | Partidas da 3ª rodada | Partidas da 3ª rodada | Partidas da 3ª rodada | Partidas da 3ª rodada |
| Equipe                | Pontuação             | Mapa                  | Pontuação             | Equipe                |
| Divisão superior      | Divisão superior      | Divisão superior      | Divisão superior      | Divisão superior      |
| --------------------- | --------------------- | --------------------- | --------------------- | --------------------- |
| Team Vitality         | 2                     | Melhor de três        | 1                     | ForZe                 |
| Ence                  | 1                     | Melhor de três        | 2                     | G2 Esports            |
| Divisão meio          |                       |                       |                       |                       |
| Team Spirit           | 16                    | Dust II               | 11                    | Eternal Fire          |
| Bad News Eagles       | 16                    | Vertigo               | 12                    | Imperial Esports      |
| Astralis              | 16                    | Overpass              | 13                    | Made in Brazil        |
| Complexity Gaming     | 9                     | Overpass              | 16                    | Outsiders             |
| Divisão inferior      |                       |                       |                       |                       |
| Renegades             | 0                     | Melhor de três        | 2                     | IHC Esports           |
| Team Liquid           | 2                     | Melhor de três        | 0                     | 9z Team               |

| Partidas da 4ª rodada | Partidas da 4ª rodada | Partidas da 4ª rodada | Partidas da 4ª rodada | Partidas da 4ª rodada |
| Equipe                | Pontuação             | Mapa                  | Pontuação             | Equipe                |
| Divisão superior      | Divisão superior      | Divisão superior      | Divisão superior      | Divisão superior      |
| --------------------- | --------------------- | --------------------- | --------------------- | --------------------- |
| Astralis              | 0                     | Melhor de três        | 2                     | Team Spirit           |
| ForZe                 | 1                     | Melhor de três        | 2                     | Outsiders             |
| Ence                  | 2                     | Melhor de três        | 0                     | Bad News Eagles       |
| Divisão inferior      |                       |                       |                       |                       |
| Imperial Esports      | 2                     | Melhor de três        | 1                     | IHC Esports           |
| Complexity Gaming     | 0                     | Melhor de três        | 2                     | Team Liquid           |
| Made in Brazil        | 2                     | Melhor de três        | 0                     | Eternal Fire          |

| Partidas da 5ª rodada | Partidas da 5ª rodada | Partidas da 5ª rodada | Partidas da 5ª rodada | Partidas da 5ª rodada |
| Equipe                | Pontuação             | Mapa                  | Pontuação             | Equipe                |
| --------------------- | --------------------- | --------------------- | --------------------- | --------------------- |
| Astralis              | 0                     | Melhor de três        | 2                     | Team Liquid           |
| Bad News Eagles       | 2                     | Melhor de três        | 1                     | Made in Brazil        |
| ForZe                 | 0                     | Melhor de três        | 2                     | Imperial Esports      |

## Fase das Lendas
A colocação dos times é definida pela quantidade de vitórias. Para o critério de desempate, é priorizado a equipe que ter menos derrotas, seguido pela maior pontuação no sistema Buchholz e por fim, a maior diferença de rodadas.
| Pos. | Equipe                      | V | D | RV  | RD  | DR  | BH | Qualificação                         |
| ---- | --------------------------- | - | - | --- | --- | --- | -- | ------------------------------------ |
| 1    | Team Spirit                 | 3 | 0 | 74  | 54  | +20 | 3  | Qualificado para a Fase dos Campeões |
| 2    | Natus Vincere               | 3 | 0 | 81  | 51  | +30 | -1 | Qualificado para a Fase dos Campeões |
| 3    | Ence                        | 3 | 1 | 86  | 66  | +20 | 2  | Qualificado para a Fase dos Campeões |
| 4    | Ninjas in Pyjamas           | 3 | 1 | 90  | 76  | +14 | 1  | Qualificado para a Fase dos Campeões |
| 5    | FaZe Clan                   | 3 | 1 | 85  | 63  | +22 | -2 | Qualificado para a Fase dos Campeões |
| 6    | Copenhagen Flames           | 3 | 2 | 135 | 129 | +6  | 3  | Qualificado para a Fase dos Campeões |
| 7    | Heroic                      | 3 | 2 | 127 | 125 | +2  | 0  | Qualificado para a Fase dos Campeões |
| 8    | Furia Esports               | 3 | 2 | 102 | 106 | -4  | -1 | Qualificado para a Fase dos Campeões |
| 9    | G2 Esports                  | 2 | 3 | 131 | 133 | -2  | 2  | Eliminado                            |
| 10   | Team Vitality               | 2 | 3 | 133 | 144 | -11 | -4 | Eliminado                            |
| 11   | Imperial Esports            | 2 | 3 | 125 | 139 | -14 | -7 | Eliminado                            |
| 12   | Berlin International Gaming | 1 | 3 | 82  | 97  | -15 | 2  | Eliminado                            |
| 13   | Cloud9                      | 1 | 3 | 80  | 94  | -14 | 1  | Eliminado                            |
| 14   | Outsiders                   | 1 | 3 | 73  | 82  | -9  | -2 | Eliminado                            |
| 15   | Bad News Eagles             | 0 | 3 | 45  | 64  | -19 | 2  | Eliminado                            |
| 16   | Team Liquid                 | 0 | 3 | 38  | 64  | -26 | 1  | Eliminado                            |

| Partidas da 1ª rodada       | Partidas da 1ª rodada | Partidas da 1ª rodada | Partidas da 1ª rodada | Partidas da 1ª rodada |
| Equipe                      | Pontuação             | Mapa                  | Pontuação             | Equipe                |
| --------------------------- | --------------------- | --------------------- | --------------------- | --------------------- |
| Heroic                      | 16                    | Vertigo               | 11                    | Team Liquid           |
| Copenhagen Flames           | 16                    | Ancient               | 14                    | Bad News Eagles       |
| Ninjas in Pyjamas           | 16                    | Overpass              | 4                     | Team Vitality         |
| Cloud9                      | 16                    | Mirage                | 12                    | Outsiders             |
| FaZe Clan                   | 8                     | Mirage                | 16                    | Ence                  |
| Furia Esports               | 12                    | Nuke                  | 16                    | Team Spirit           |
| Natus Vincere               | 19                    | Mirage                | 17                    | G2 Esports            |
| Berlin International Gaming | 16                    | Nuke                  | 11                    | Imperial Esports      |

| Partidas da 2ª rodada       | Partidas da 2ª rodada | Partidas da 2ª rodada | Partidas da 2ª rodada | Partidas da 2ª rodada |
| Equipe                      | Pontuação             | Mapa                  | Pontuação             | Equipe                |
| Divisão superior            | Divisão superior      | Divisão superior      | Divisão superior      | Divisão superior      |
| --------------------------- | --------------------- | --------------------- | --------------------- | --------------------- |
| Heroic                      | 12                    | Nuke                  | 16                    | Team Spirit           |
| Copenhagen Flames           | 16                    | Ancient               | 8                     | Ence                  |
| Berlin International Gaming | 8                     | Ancient               | 16                    | Natus Vincere         |
| Cloud9                      | 14                    | Inferno               | 16                    | Ninjas in Pyjamas     |
| Divisão inferior            |                       |                       |                       |                       |
| Team Vitality               | 8                     | Mirage                | 16                    | Outsiders             |
| FaZe Clan                   | 16                    | Ancient               | 4                     | Bad News Eagles       |
| Furia Esports               | 16                    | Ancient               | 9                     | Team Liquid           |
| G2 Esports                  | 16                    | Mirage                | 12                    | Imperial Esports      |

| Partidas da 3ª rodada       | Partidas da 3ª rodada | Partidas da 3ª rodada | Partidas da 3ª rodada | Partidas da 3ª rodada |
| Equipe                      | Pontuação             | Mapa                  | Pontuação             | Equipe                |
| Divisão superior            | Divisão superior      | Divisão superior      | Divisão superior      | Divisão superior      |
| --------------------------- | --------------------- | --------------------- | --------------------- | --------------------- |
| Team Spirit                 | 2                     | Melhor de três        | 1                     | Copenhagen Flames     |
| Natus Vincere               | 2                     | Melhor de três        | 1                     | Ninjas in Pyjamas     |
| Divisão meio                |                       |                       |                       |                       |
| Heroic                      | 19                    | Vertigo               | 17                    | G2 Esports            |
| Ence                        | 16                    | Mirage                | 8                     | Outsiders             |
| Cloud9                      | 8                     | Nuke                  | 16                    | FaZe Clan             |
| Berlin International Gaming | 10                    | Vertigo               | 16                    | Furia Esports         |
| Divisão inferior            |                       |                       |                       |                       |
| Team Vitality               | 2                     | Melhor de três        | 0                     | Team Liquid           |
| Bad News Eagles             | 0                     | Melhor de três        | 2                     | Imperial Esports      |

| Partidas da 4ª rodada       | Partidas da 4ª rodada | Partidas da 4ª rodada | Partidas da 4ª rodada | Partidas da 4ª rodada |
| Equipe                      | Pontuação             | Mapa                  | Pontuação             | Equipe                |
| Divisão superior            | Divisão superior      | Divisão superior      | Divisão superior      | Divisão superior      |
| --------------------------- | --------------------- | --------------------- | --------------------- | --------------------- |
| Copenhagen Flames           | 1                     | Melhor de três        | 2                     | FaZe Clan             |
| Ninjas in Pyjamas           | 2                     | Melhor de três        | 0                     | Furia Esports         |
| Ence                        | 2                     | Melhor de três        | 1                     | Heroic                |
| Divisão inferior            |                       |                       |                       |                       |
| Berlin International Gaming | 1                     | Melhor de três        | 2                     | Team Vitality         |
| G2 Esports                  | 2                     | Melhor de três        | 1                     | Outsiders             |
| Cloud9                      | 1                     | Melhor de três        | 2                     | Imperial Esports      |

| Partidas da 5ª rodada | Partidas da 5ª rodada | Partidas da 5ª rodada | Partidas da 5ª rodada | Partidas da 5ª rodada |
| Equipe                | Pontuação             | Mapa                  | Pontuação             | Equipe                |
| --------------------- | --------------------- | --------------------- | --------------------- | --------------------- |
| Heroic                | 2                     | Melhor de três        | 1                     | Team Vitality         |
| G2 Esports            | 1                     | Melhor de três        | 2                     | Furia Esports         |
| Copenhagen Flames     | 2                     | Melhor de três        | 0                     | Imperial Esports      |

## Fase dos Campeões
Com oito equipes restantes, a fase final do Major é uma chave de eliminação única, com todas as partidas jogadas em mapas à melhor de três.

### Esquema
|  | Quartas de final | Quartas de final  | Quartas de final | Quartas de final | Quartas de final | Quartas de final |   |                   | Semifinais  | Semifinais | Semifinais | Semifinais | Semifinais | Semifinais |  |  | Final     | Final     | Final | Final | Final | Final |
|  |                  |                   |                  |                  |                  |                  |   |                   |             |            |            |            |            |            |  |  |           |           |       |       |       |       |
|  | 1                | Team Spirit       | 16               | 16               | –                | 2                |   |                   |             |            |            |            |            |            |  |  |           |           |       |       |       |       |
|  | 8                | Furia Esports     | 12               | 8                | –                | 0                |   |                   |             |            |            |            |            |            |  |  |           |           |       |       |       |       |
|  | 8                | Furia Esports     | 12               | 8                | –                | 0                |   | Team Spirit       | Team Spirit | 13         | 23         | –          | 0          |            |  |  |           |           |       |       |       |       |
|  |                  |                   |                  |                  |                  |                  |   | Team Spirit       | Team Spirit | 13         | 23         | –          | 0          |            |  |  |           |           |       |       |       |       |
|  |                  | FaZe Clan         | FaZe Clan        | 16               | 25               | –                | 2 |                   |             |            |            |            |            |            |  |  |           |           |       |       |       |       |
|  | 4                | FaZe Clan         | FaZe Clan        | 16               | 25               | –                | 2 | Ninjas in Pyjamas | 10          | 16         | 8          | 1          |            |            |  |  |           |           |       |       |       |       |
|  | 4                |                   |                  |                  |                  |                  |   | Ninjas in Pyjamas | 10          | 16         | 8          | 1          |            |            |  |  |           |           |       |       |       |       |
|  | 5                | FaZe Clan         | 16               | 10               | 16               | 2                |   |                   |             |            |            |            |            |            |  |  |           |           |       |       |       |       |
|  |                  |                   |                  |                  |                  |                  |   |                   |             |            |            |            |            |            |  |  | FaZe Clan | FaZe Clan | 19    | 16    | –     | 2     |
|  |                  |                   | Natus Vincere    | Natus Vincere    | 16               | 10               | – | 0                 |             |            |            |            |            |            |  |  |           |           |       |       |       |       |
|  | 3                | Ence              | 16               | 16               | –                | 2                |   |                   |             |            |            |            |            |            |  |  |           |           |       |       |       |       |
|  | 6                | Copenhagen Flames | 10               | 12               | –                | 0                |   |                   |             |            |            |            |            |            |  |  |           |           |       |       |       |       |
|  | 6                | Copenhagen Flames | 10               | 12               | –                | 0                |   | Ence              | Ence        | 7          | 12         | –          | 0          |            |  |  |           |           |       |       |       |       |
|  |                  |                   |                  |                  |                  |                  |   | Ence              | Ence        | 7          | 12         | –          | 0          |            |  |  |           |           |       |       |       |       |
|  |                  | Natus Vincere     | Natus Vincere    | 16               | 16               | –                | 2 |                   |             |            |            |            |            |            |  |  |           |           |       |       |       |       |
|  | 2                | Natus Vincere     | Natus Vincere    | 16               | 16               | –                | 2 | Natus Vincere     | 10          | 16         | 16         | 2          |            |            |  |  |           |           |       |       |       |       |
|  | 2                |                   |                  |                  |                  |                  |   | Natus Vincere     | 10          | 16         | 16         | 2          |            |            |  |  |           |           |       |       |       |       |
|  | 7                | Heroic            | 16               | 14               | 8                | 1                |   |                   |             |            |            |            |            |            |  |  |           |           |       |       |       |       |